# Cantó de Rochefort-en-Terre
El cantó de Rochefort-en-Terre (bretó Kanton Roc'h-an-Argoed) és una divisió administrativa francesa situat al departament d'Ar Mor-Bihan a la regió de Bretanya.

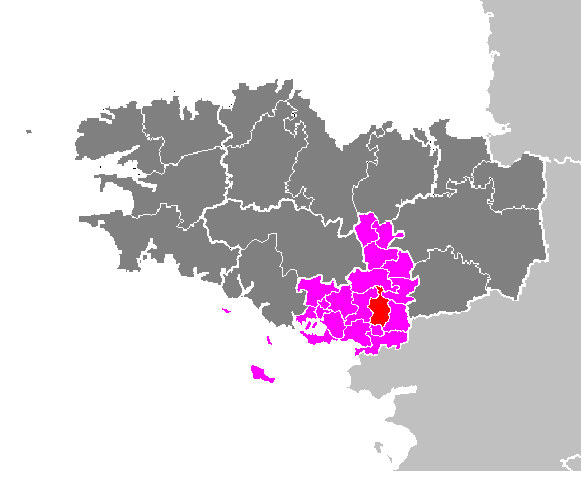
Situació del cantó

## Composició
El cantó aplega 8 comunes :
| Nom francès            | Nom bretó            | Població | km²    | Codi Postal | Codi INSEE |
| Caden                  | Kaden                | 1.478    | 38,10  | 56220       | 56028      |
| Limerzel               | Limerzher            | 1.134    | 25,15  | 56220       | 56111      |
| Malansac               | Malañseg             | 1.889    | 36,18  | 56220       | 56123      |
| Pluherlin              | Pluhernin            | 1.098    | 35,40  | 56220       | 56171      |
| Rochefort-en-Terre     | Roc'h-an-Argoed      | 693      | 1,22   | 56220       | 56196      |
| Saint-Congard          | Sant-Kongar          | 637      | 21,87  | 56140       | 56211      |
| Saint-Gravé            | Sant-Gravez          | 643      | 15,75  | 56220       | 56218      |
| Saint-Laurent-sur-Oust | Sant-Laorañs-Graeneg | 271      | 3,88   | 56140       | 56224      |
| Cantó                  | Roc'h-an-Argoed      | 7.843    | 177,55 | -           | 5632       |

## Evolució demogràfica
| 1962  | 1968  | 1975  | 1982  | 1990  | 1999  |
| ----- | ----- | ----- | ----- | ----- | ----- |
| 8.946 | 8.496 | 8.223 | 8.150 | 8.092 | 7.843 |

## Història
| Data d'elecció                           | Identitat         | Partit | Qualitat |
| ---------------------------------------- | ----------------- | ------ | -------- |
| 2004-                                    | François Hervieux |        |          |
| les dades anteriors no són pas conegudes |                   |        |          |
|                                          |                   |        |          |